# Locomotiva DB V 60
La locomotiva V60 è un mezzo di trazione da manovra diesel-idraulico costruito per conto della Deutsche Bundesbahn e diffuso su tutti gli impianti della rete tedesca.

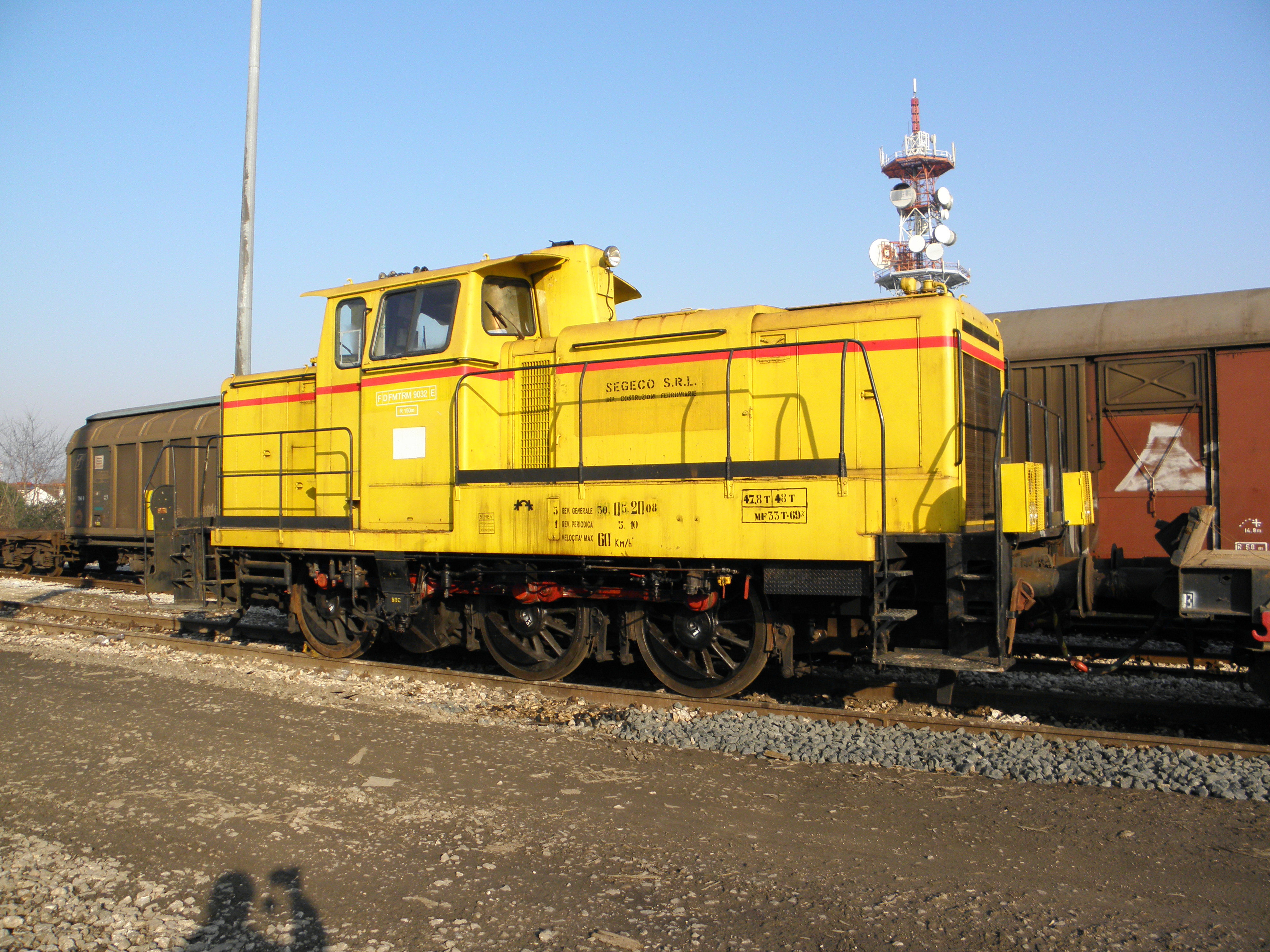
Locomotiva ex DB in servizio presso impresa italiana di lavori ferroviari

## Storia
Le locomotive, classificate come V 60 fino al 1968, poi Br 260/261 fino al 1987 e infine Br 360/361 vennero costruite tra il 1955 e il 1964 nel consistente numero di 942 unità rivelandosi mezzi maneggevoli e robusti adatti oltre che alle esigenze di manovra anche per quelle di tradotte e treni locali. Nel 1955 furono consegnate le prime locomotive prototipo, V 60.001-004, da Lokomotiv- und Waggonbaufabrik Krupp, Krauss-Maffei, MaK e Henschel, ognuna con motore differente. In seguito vennero fatto ordinativi anche alla Maybach.
Un consistente lotto di 17 locomotive usate sono state vendute a metà degli anni ottanta alle Ferrovie Norvegesi che le hanno denominate NSB Di 5. Un altro quantitativo è andato negli stessi anni alle ex Ferrovie Jugoslave come JŽ 734 oggi passato come Serie 2133 alle Ferrovie della Croazia.
Nel 1987 la locomotiva è stata riclassificata nella categoria Kleinlok (piccola locomotiva) ed è diventato classe 260/261 a seconda della versione, se zavorrata o no. La categorizzazione come Kleinlok serviva a ridurre i costi del personale dato che era possibile impiegare solo manovratori di Kleinlok al posto di macchinisti. In seguito all'installazione di radiocomando le unità attrezzate sono state designate come Br 364 (leggero) o Br 365 (pesante).
Dal 1997 i motori Maybach sono stati sostituiti da Caterpillar a 12 cilindri da 465 kW. Le locomotive modificate sono designate come Br 362/363.
Molte unità dismesse sono state vendute a imprese di lavori ferroviari di vari stati europei tra cui l'Italia.

## Caratteristiche
Le locomotive V 60 vennero fornite in due versioni di cui una zavorrata per aumentarne l'aderenza; in seguito un certo numero di unità è stato dotato di radiocomando.
La V 60 è lunga 10,45 m e raggiunge la velocità di 60 km / h. Il telaio è completamente saldato. La trasmissione è sotto la cabina di guida in posizione paracentrale. Il motore e il sistema di raffreddamento sono nell'avancorpo, mentre nella parte posteriore trovano posto, il compressore per il freno, il serbatoio d'aria principale, il serbatoio del combustibile.
La cabina di guida è insonorizzata, e possiede il banco di manovra azionabile da una parte o dall'altra per maggiore funzionalità.
La motorizzazione è basata su un motore diesel Maybach tipo GT06 a 12 cilindri in grado di produrre 478 kW. La trasmissione è idraulica Voith che aziona un asse cieco con bielle di accoppiamento ai tre assi. L'asse centrale ha circa 30 mm di gioco laterale. Tra il secondo e il terzo asse c'è l'asse cieco.